# Ammerentia Adriana Broers
Ammerentia Adriana Broers (Hilversum, 17 mei 1909 − Amsterdam, 16 mei 1965) was verzorgster van de prinsessen Beatrix en Irene.

## Biografie
Broers was een telg uit het in het Nederland's Patriciaat opgenomen geslacht Broers en een dochter van marineofficier Jan Willem Broers (1870-1940) en Wouterina Maria Mercier (1874-1921); ze werd vernoemd naar de moeder van haar moeder, Ammerentia Adriana van de Werk (1850-1919). Na het slagen voor het onderwijzersexamen in 1932 was ze onder andere meer dan tien jaar lerares Frans aan de Julianaschool te Clarens in Zwitserland. Per 1 september 1953 werd ze aangesteld tot verzorgster van de twee Nederlandse prinsessen, als opvolgster van drs. Eléonore Françoise Mees (1919-2000) die ontslag vroeg om opnieuw te gaan werken voor dr. Albert Schweitzer. Broers begeleidde de prinsessen voorts naar verschillende evenementen en op vakantie naar Zwitserland. Per 1 januari 1958 werd haar ontslag verleend onder dank voor de belangrijke diensten door haar bewezen; per diezelfde datum werd Louise Johanna Ingen Housz (1937) benoemd tot verzorgster van de twee jongste prinsessen, Margriet en Marijke. Daarna werkte Broers in het Amsterdamse Wilhelminagasthuis. Ze overleed op 55-jarige leeftijd, een dag voor haar 56e verjaardag. Ze werd begraven op Driehuis-Westerveld; prinses Margriet was daarbij aanwezig, vergezeld door hofdame jkvr. Catharina Elisabeth Boudewina Röell.